# 제1대 준남작 조지 스톤턴 경

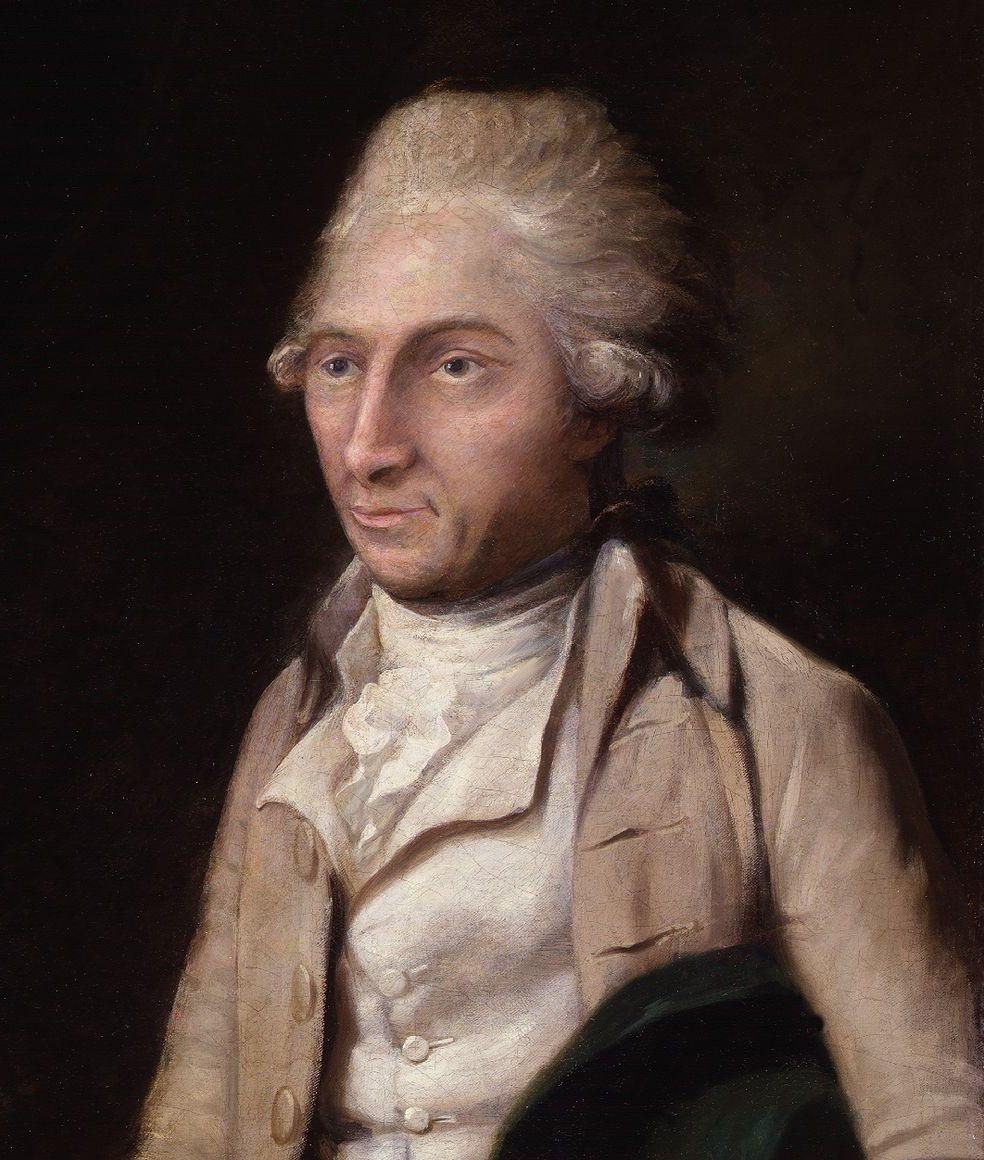
리뮤얼 프랜시스 애벗(Lemuel Francis Abbott)이 그린 스톤턴, 1785년 경

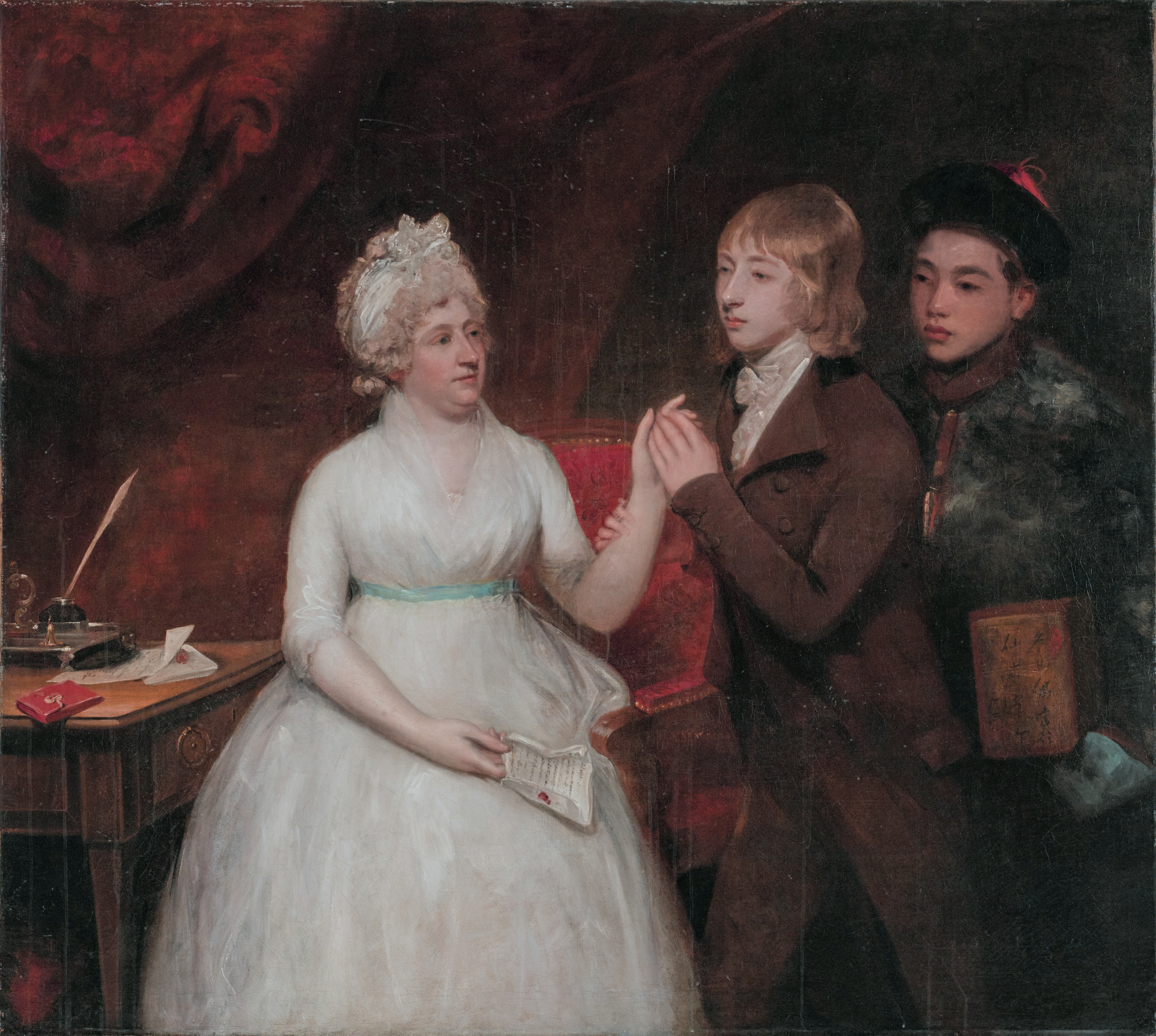
존 호프너(John Hoppner)가 그린 스톤턴의 배우자 제인과 아들 조지, 1792년 경

제1대 준남작 조지 리어나드 스톤턴 경(Sir George Leonard Staunton, 1st Baronet 1737년 4월 10일 ~ 1801년 1월 14일)은 영국 및 아일랜드의 식물학자, 외교관, 내과의사, 판사로 영국 동인도 회사의 직원이었다.

## 생애
조지 리어나드 스톤턴은 아일랜드 골웨이주 카긴(Cargin)에서 태어났다. 툴루즈에 있는 예수회 교육기관에서 공부를 하고 1758년에 의무박사를 땄으며 몽펠리에 대학교에서 공부했다. 1790년 옥스포드 대학교에서 시민법 박사 학위를 땄다.
스톤턴은 처음에 영국 동인도 회사에서 의사로 일했는데 이곳에서 그레나다와 도미니카에서 노예 플랜테이션 농장을 얻었다. 그후 1779년에 그레나다에서 법무장관이 됐다. 1784년 영국령 서인도 제도에서 처음 만난 제1대 매카트니 백작 조지 매카트니와 같이 티푸 술탄과 평화협상을 하려고 마드라스에 갔는데 해당 임무를 위해 스톤턴은 1785년 10월 31일 아일랜드 준남작을 수여받았다. 1787년 2월 왕립학회 회원으로 선출됐다.
1793년 스톤턴은 제1대 매카트니 백작 조지 매카트니가 이끄는 매카트니 사절단의 부사가 됐다. 중국으로부터 어떤 양보도 얻지 못하고 귀국하는 동안 매카트니 사절단은 자세한 관찰 사항을 작성했다.
스톤턴은 런던 데번셔 스트리트 17번에 있는 자택에서 사망한 후 웨스트민스터 사원에 묻혔는데 이곳에 1808년 그를 기념하는 기념비가 프랜시스 챈트리 경에 의해 세워졌다.
준남작 작위, 골웨이주 클리다(Clydagh)에 있는 재산, 런던 자택은 모두 장남 조지 토마스 스톤턴에 상속됐다.
스톤턴은 귀국 이후 매카트니 사절단의 공식 기록을 남기는 일에 책임을 지게 됐고 1797년에 영국 왕으로부터 중국 황제에게 파견된 사절단의 정확한 기술을 남겼다.